# Tricontinentalidade de Chile

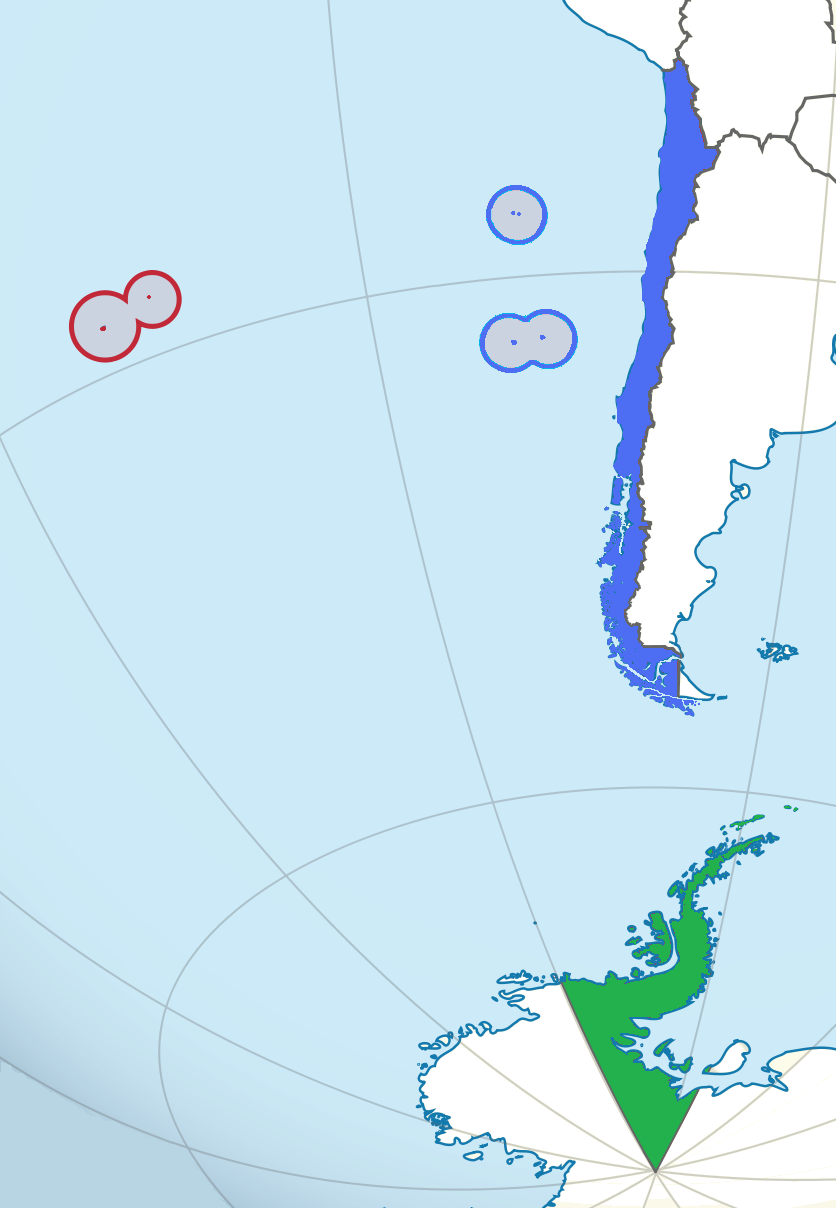
Mapa do Chile, exibindo suas possessões na América do Sul, na Oceania e sua reivindicação na Antártida.
Em azul: território chileno americano.
Em vermelho: território chileno oceânida
Em verde: território antártico reclamado pelo Chile.

A tricontinentalidade do Chile é um conceito geopolítico construído com base na soberania exercida por este país em territórios da América e da Oceania, bem como em sua reivindicação na Antártida.
Ao contrário dos países vizinhos, cujos territórios se localizam exclusivamente na América, o Chile se autodefine como um país tricontinental, sendo o seu território americano apenas uma de suas três zonas geográficas: o Chile continental. O conceito faz parte do currículo escolar e afeta a forma que o país interage diplomaticamente.